# Архиепархия Феррара-Комаккьо
Архиепархия Феррары-Комаккьо (лат. Archidioecesis Ferrariensis-Comaclensis, итал. Arcidiocesi di Ferrara-Comacchio) — епархия Римско-католической церкви в составе архиепархии-митрополии Болоньи, входящей в церковную область Эмилия-Романьи. В настоящее время архиепархией управляет епископ Луиджи Негри. Архиепископ-эмерит — Паоло Рабитти.
Клир архиепархии включает 172 священника (144 епархиальных и 28 монашествующих священников), 17 диаконов, 38 монахов, 172 монахини. Адрес архиепархии: Corso Martiri della Libertà 77, 44100 Ferrara, Italia.
Патронами архиепархии Феррары-Комаккьо являются Богоматерь — Мадонна делле Грацие и Мадонна ин Аула Реджия, святой Георгий (литургическая память — 23 апреля), святой Кассиан (литургическая память — 13 августа).

## Территория
В юрисдикцию архиепархии входит 169 приходов в двадцати трёх коммунах провинции Феррара в Эмилия-Романьи. Все приходы разделены на 8 викариатств: Мадонны делле Грацие, Санта Катерины де Вигрис, Сан Маурельо Весково, Беато Тавелли да Тоссиньяно, Сан Джорджо Мартире, Сант Аполлинаре Мартире, Сан Кассиано Мартире, Сан Гуидо Абате.
Кафедра архиепископа находится в городе Феррара в церкви Святого Георгия. Сокафедральный собор — базилика Святого Кассиана, находится в городе Комаккьо.

## История

### Кафедра Феррары
Кафедра Вогенцы была учреждена в IV веке в составе митрополии Милана. В первой половине V века она стала митрополии Равенны. Во второй половине VII века кафедру перенесли в город Феррара, но епископы продолжали носить титул епископов Вогенцы ещё в течение трёх столетий. Впервые епископ Феррары упоминается в историческом документе от 965 года. В более поздних документах второй половины X века титулы епископа Вогенцы и Феррары упоминаются поочередно.
В начале XII века, во время правления епископа Ландольфо, кафедра была окончательно перенесена в построенный им в Ферраре собор во имя святого Георгия. 8 апреля 1106 года буллой «Officii nostri» папа Пасхалий II вывел епархию Феррары из-под юрисдикции митрополии Равенны. Автономия епархии была подтверждена двумя буллами папы Иннокентия II с одинаковым названием «Ad hoc in Apostolicae sedis cathedra» от 11 мая 1133 года и 22 апреля 1139 года. В исторических хрониках под 28 марта 1171 года описано евхаристическое чудо, произошедшее в церкви Санта–Мария–ин–Вадо в Ферраре. Согласно наиболее распространённой версии чуда, из надломленной облатки истекла кровь. Существует также несколько версий чуда, написанных в более позднее время. В 1187 году папа Урбан III умер в Ферраре, где собрался конклав, избравший ему в преемники папу Григория VIII.
В 1269 году в Ферраре умер Арманно Пунджилупи. После смерти его стали почитать, как блаженного. Он был похоронен в соборе. Затем его тело было помещено в мраморную гробницу, над которой установили алтарь. Культ Арманно Пунджилупи вырос из народного почитания из-за распространившихся слухов о якобы имевших место чудесах по его заступничеству. Однако канонический процесс, проведённый епископом Альбертом, не только запретил почитание покойного, но и объявил его виновным в ереси, так, как в 1254 году Арманно Пунджилупи был осужден инквизицией за некоторые ошибки в учении о Евхаристии. В 1300 году алтарь и гробница покойного были разрушена, а его останки сожжены на берегу реки По. Возникшие вследствие этого народные волнения были подавлены полицией.
В 1438 году в Феррару из Базеля был перенесен вселенский собор. Здесь он действовал до следующего года, когда опять был перенесен во Флоренцию, и остался в истории под  названием Ферраро-Флорентийского собора.
22 июля 1584 года епископ Пьетро Леони учредил епархиальную семинарию. В 1724 году она переехала в новое помещение, а в 1755 году расширена. Буллой «Paterna pontificii nobis» папы Климента XII от 27 июля 1735 года епархия Феррары была возведена в ранг митрополии-архиепархии.
В 1798 году, во время Цизальпинской республики, архиепископу Феррары пришлось отправиться в изгнание. На территории архиепархии власти ввели жесткие ограничения на осуществление культа: были закрыты семь женских монастырей и многие церкви, упразднены все церковные братств, запрещены все публичные проявления культа, включая процессии, упразднён капитул собора, конфисковано церковное имущество, оставлен лишь образовательный ценз для кандидатов в священство.
В 1799 году в архиепископ смог вернуться на кафедру и положить конец всем ограничениям, установленным ранее республиканским правительством. В 1801 году Феррара была оккупирована армией Наполеона Бонапарта, чья администрация возобновила ограничительную политику в отношении Церкви, в частности, было уменьшено число приходов. В 1803 году по конкордату, заключённому между Наполеоном Бонапартом и папой Пием VII, в состав митрополии Феррары были включены епархии Адрии, Комаккьо, Мантуи и Вероны. В 1815 году по решению Венского конгресса митрополия Феррары утратила все викарные епархии и была поставлена в непосредственное подчинение Святому Престолу.
8 декабря 1976 года декретом «Ad maius Christifidelium» Конгрегации по делам епископов Феррара утратила статус митрополии, сохранив при этом титул архиепископии, и стала викарным диоцезом митрополии-архиепархии Болоньи.

### Кафедра Комаккьо
По мнению исследователей, кафедра Комаккьо была учреждена в VI веке. Первым архиереем на кафедре, чьё имя установлено достоверно, является епископ Викентий. Мемориальная доска описывает его, как первого епископа города Кумиакли. Она была обнаружена в построенном им кафедральном соборе, и датируется между 708 и 724 годами.
В начале епархия входила в состав митрополии Равенны. В начале XIX века некоторое время она входила в состав митрополии Феррары, но в 1815 году была возвращена в состав церковной провинции архиепархии Равенны. В декабре 1976 года епархия была переведена в состав церковной провинции архиепархии Болоньи. 18 мая 1965 года буллой «Pomposiana Abbatia» папы Павла VI епископам Комаккьо временно было присвоено звание настоятеля аббатства Помпоза.

### Кафедра Феррара-Комаккьо
29 декабря 1908 года архиепархия Феррары и епархия Комаккьо были объединены, но 7 июля 1920 года их снова разделили декретом «Instantes supplicationes» Конгрегации по делам епископов. 15 июля 1976 года обе епархии снова объединились под управлением архиепископа Филиппо Франчески по принципу In persona episcopi.
30 сентября 1986 года в соответствии с декретом «Instantibus votis» Конгрегации по делам епископов оба диоцеза были объединены окончательно в архиепархию Феррара-Комаккьо.

## Ординарии епархии

### Кафедра Вогенцы
- Юлий (упоминается в 331);
- Ольтранд (IV век);
- Лев (упоминается в 364), святой;
- Костанций (упоминается в 379 и 390);
- Агафон (упоминается в 390);
- Виргиний (упоминается в 431);
- Марцеллин (упоминается в 442);
- Иоанн I (упоминается в 462);
- Марцелл (упоминается в 494);
- Георгий (525—539);
- Маврицин (545—548);
- Виктор (около 560 — после 596);
- Мартин (упоминается в 608);
- Лев II (611—620), святой;
- Маврелий[итал.] (640/642 — 644), святой;
- Марин (упоминается в 657);
- Андрей I (упоминается в 678);
- Юстин (упоминается в 680);
- Иоанн II (упоминается в 772);
- Андрей II (около 816 — после 827);
- Константин (упоминается в 861);
- Виатор (около 869 — после 882).

### Кафедра Феррары
- Мартин (до 954 — после 969);
- Лев (до 970 — после 982);
- Григорий (упоминается в 998);
- Ингон или Гугон (упоминается в 1010);
- Роланд I (упоминается в 1031);
- Амвросий (упоминается в 1032);
- Роланд II (до 1040 — после 1063);
- Георгий (упоминается в 1064);
- Грациоз или Грациан (упоминается в 1069);
  - Гвидо (упоминается в 1086) — не легитимный;
- Ландольф (до 1104 — 1138 или 1139);
- Гриффон (2.04.1139 — после 1152);
- Амат (до 1158 — около 1175);
- Пресвитерин (до 1175 — после 1181);
- Теобальд (до 1183 — 1186);
- Стефан (1186 — после 1189);
- Уггуччоне, Угуций или Гугон (1.05.1190 — 30.04.1210);
- Роланд III (1212 — после 1231);
- Гравендин (упоминается в 1237);
  - Филиппо Фонтана[итал.] (до 1239 — 1250) — избранный епископ;
- Джованни Кверини (17.08.1252 — после 8.02.1257);
- Альберто Пандони, блаженный O.E.S.A. (1257 — 14.08.1274);
- Вильгельм (1274 — после 1286);
- Федерико ди Фронт э Сан-Мартино (12.02.1288 — 16.05.1303);
  - Оттобоно дель Карретто (9.01.1304 — 1304) — избранный епископ;
- Гвидо Капелло[итал.], O.P. (3.04.1304 — 1332);
- Гвидо да Байзио I (29.02.1332 — 21.04.1349);
- Филиппо Делль Антелла[итал.] (21.10.1349 — 27.02.1357);
- Бернард, O.Cist. (27.02.1357 — 1376);
- Альдобрандино д’Эсте[итал.], блаженный (1377—1381);
- Гвидо да Байзио II[итал.] (1382 или 1383 — 1384 или 1386);
- Томмазо Маркапеши (1384 или 1386 — 1393);
- Николай, O.P. (4.02.1393 — 24.01.1401);
- Мьетро Бойардо (24.01.1401 — 1431);
- Джованни Тавелли[итал.], блаженный C.A.S.H. (29.10.1431 — 24.07.1446);
- Франческо даль Леньяме[итал.] (8.08.1446 — 26.03.1460);
- Лоренцо Роверелла (26.03.1460 — 1474);
- Бартоломео Делла Ровере (11.07.1474 — 1494);
- Хуан де Борха[итал.], кардинал (29.10.1494 — 1.08.1503);
  - Ипполито д’Эсте, кардинал (8.10.1503 — 3.09.1520) — апостольский администратор;
  - Джованни Сальвиати[итал.], кардинал (12.09.1520 — 1.05.1550) — апостольский администратор;
  - Луиджи д’Эсте[итал.], кардинал (1.05.1550 — 1563) — апостольский администратор;
- Альфонсо Россетти (8.10.1563 — 25.02.1577);
- Паоло Леони (17.03.1578 — 7.08.1590);
- Джованни Фонтана[итал.] (7.08.1590 — 5.07.1611);
- |Джамбаттиста Лени, кардинал (3.08.1611 — 3.11.1627);
- Лоренцо Магалотти, кардинал (5.05.1628 — 19.9.1637);
- Франческо Мария Макиавелли, кардинал (11.10.1638 — 22.11.1653);
- Карло Пио ди Савойя младший, кардинал (2.08.1655 — 26.02.1663);
- Джованни Стефано Донги, кардинал (26.02.1663 — 26.11.1669);
- Карло Черри, кардинал (19.05.1670 — 14.05.1690);
- Марчелло Дураццо, кардинал (27.11.1690 — 27.08.1691);
  - Sede vacante (1691—1696)
- Доменико Таруджи, кардинал (2.01.1696 — 27.12.1696);
- Фабрицио Паолуччи, кардинал (27.01.1698 — до 14.03.1701);
- Таддео Луиджи даль Верме, кардинал (14.03.1701 — 12.01.1717);
- Томмазо Руффо, кардинал (10 мая 1717 — 26 апреля 1738);
- Райньеро д’Эльчи, кардинал (5 мая 1738 — 15 сентября 1740);
- Бонавентура Барберини, O.F.M.Cap. (16.09.1740 — 15.10.1743);
- Джироламо Криспи (16.12.1743 — 24.07.1746);
- Марчелло Крешенци, кардинал (22.08.1746 — 24.08.1768);
  - Sede vacante (1768—1773)
- Бернардино Жиро, кардинал (15.03.1773 — 14.02.1777);
- Алессандро Маттеи, кардинал (17 февраля 1777 — 2 апреля 1800);
  - Sede vacante (1800—1807)
  - Алессандро Маттеи, кардинал (2.04.1800 — 5.01.1807) — апостольский администратор;
- Паоло Патричио Фава Гислери (24.08.1807 — 14.08.1822);
- Карло Одескальки, кардинал (10 марта 1823 — 2 июля 1826);
- Филиппо Филонарди[итал.] (3.07.1826 — 3.05.1834);
- Габриэле делла Дженга Серматтеи, кардинал (23.06.1834 — 13.01.1843);
- Иньяцио Джованни Кадолини, кардинал (30.01.1843 — 11.04.1850);
- Луиджи Ванничелли Казони, кардинал (20.05.1850 — 21.04.1877);
- Луиджи Джордани, кардинал (22.06.1877 — 21.041893);
- Эджидио Маури, кардинал O.P. (12.06.1893 — 13.05.1896);
- Пьетро Респиги, кардинал (30.11.1896 — 9.04.1900);
- Джулио Боски, кардинал (19.04.1900 — 7.01.1919);
- Франческо Росси (15.12.1919 — 25.07.1929);
- Руджеро Бовелли[итал.] (4.10.1929 — 9.06.1954);
- Натале Москони (5.08.1954 — 21.04.1976);
- Филиппо Франчески[итал.] (15.07.1976 — 7.01.1982);
- Луиджи Маверна[итал.] (25.03.1982 — 30.09.1986)

### Кафедра Комаккьо
- Викентий (в начале VIII века);
- Виталий (до 787 — после 827);
- Киприан (упоминается в 858);
- Стефано (упоминается в 879);
- Урс (упоминается в 954);
- Бернард (X век);
- Григорий (упоминается в 969);
- Георгий (упоминается в 997);
- Иоанн I (до 1003 — после 1016);
- Пётр (упоминается в 1053);
- Адальберт или Альберт (упоминается в 1086);
- Хильдебранд (упоминается в 1122);
- Генрих, O.Cist. (упоминается в 1141);
- Лев (упоминается в 1154);
- Иоанн II (до 1205 — после марта 1222);
- Донат (1222 — ?);
- Боций (до 1253 — 1261);
- Н. (Николай ?) (упоминается 4.03.1261);
- Михаил (1.06.1265 — после 1274);
- Фаддей (1.06.1277 — после 1280);
- Варфоломей (28.02.1285 — ?);
- Гонорат (?);
- Пьетро Манчинелли, O.P. (1304—1327);
- Эзуперанцио Ламбертацци (17.02.1327 — 22.11.1327);
- Франческо де Боаттери, O.P. (26.03.1328 — 21.03.1333);
- Варфоломей, O.P. (30.07.1333 — 1348);
- Пакс, O.F.M. (8.12.1348 — 1349);
- Ремигий, O.E.S.A. (22.06.1349 — 26.04.1357);
- Гульельмо Васко, O.F.M. (16.07.1357 — 24.11.1371);
- Теобальд, O.S.B. (24.11.1371 — до августа 1381);
- Федерико Пурлилли (1381 — ?);
  - Власий, O.F.M. (16.06.1382 — 1385) — анти-епископ;
- Симоне Сальтарелли, O.P. (16.07.1386 — 12.04.1396);
- Пьетро Буоно, O.S.B. (12.04.1396 — 1400);
- Онофрио Висдомини[итал.], O.E.S.A. (13.12.1400 — 1401);
- Джакомо Бертуччи дель Обицци (4.01.1402 — 11.09.1404);
- Джованни Страта[итал.] или Джованни Страда (15.02.1406 — 27.04.1418);
- Альберто Буонкристиани[итал.], O.S.M. (27.04.1418 — 1431);
- Майнардино де Контрарии (21.11.1431 — 1449);
- Бартоломео де Медичи, O.P. (1450—1460);
- Франческо Фольяни (28.07.1460 — ?);
- Филиппо Дзоболло (6.03.1472 — 1497);
- Маладузио д’Эсте[итал.] (26.06.1497 — 1506);
- Томмазо Фоски (14.10.1506 — 1514);
- Гиллино Гиллини (1.09.1514 — 21.12.1559);
- Альфонсо Россетти (21.12.1559 — 8.10.1563);
- Эрколе Сакрати (8.10.1563 — 1591);
- Орацио Джиральди (22.04.1592 — 29.01.1617);
- Альфонсо Сакрати (12.06.1617 — 1625);
- Камилло Моро (2.03.1626 — 10.05.1630);
- Альфонсо Пандольфи (12.05.1631 — 3.10.1648);
- Джулио Чезаре Борея (28.06.1649 — 11.03.1655);
- Сиджизмондо Изеи (30.08.1655 — сентябрь 1670);
- Николо Аркани (22.12.1670 — 1.01.1714);
- Франческо Бентини (16.04.1714 — 3.03.1744);
- Джованни Каведи, O.F.M. (3.03.1744 — 24.12.1744);
- Кристофоро Лугарези (8.03.1745 — 29.09.1758);
- Джованни Рондинелли (22.11.1758 — 24.07.1795);
  - Джанфилиппо Фольи (1796 — 22.05.1797) — избранный епископ;
- Грегорио Боари, O.F.M.Cap. (24.07.1797 — 24.11.1817);
- Микеле Вирджили (29.03.1819 — 23.09.1855);
- Винченцо Моретти (17.12.1855 — 23.03.1860);
- Феделе Буфарини (23.03.1860 — 1867);
- Алессандро Паоло Сполья (27.03.1867 — 15.09.1879);
- Алоизио Пистокки (19.09.1879 — 31.03.1883);
- Туллио Сериччи (9.08.1883 — 5.07.1902);
- Альфонсо Арки (10.10.1902 — 8.09.1905);
  - Sede unita a Ferrara (1908—1919)
- Герардо Санте Менегацци, O.F.M.Cap. (16.12.1920 — 1.07.1938);
- Паоло Бабини (12.09.1938 — 21.10.1950);
- Натале Москони (28.05.1951 — 5.08.1954);
- Джованни Мочеллини (26.08.1955 — 1.01.1969);
  - Sede vacante (1969—1976)
- Филиппо Франчески[итал.] (15.07.1976 — 7.01.1982);
- Луиджи Маверна[итал.] (25.03.1982 — 30.09.1986).

### Кафедра Феррара-Комаккьо
- Луиджи Маверна[итал.] (30.09.1986 — 8.09.1995);
- Карло Каффарра, кардинал (8.09.1995 — 16.12.2003);
- Паоло Рабитти[итал.] (2.10.2004 — 1.12.2012);
- Луиджи Негри[итал.] (с 1.12.2012 — по настоящее время).

## Статистика
На конец 2013 года из 276 000 человек, проживающих на территории епархии, католиками являлись 273 900 человек, что соответствует 99,2 % от общего числа населения епархии.
| год                          | население | население | население | священники | священники        | священники         | священники                           | постоянные диаконы | монахи  | монахи  | приходы |
| год                          | католики  | всего     | %         | всего      | белое духовенство | черное духовенство | число католиков на одного священника | постоянные диаконы | мужчины | женщины | приходы |
| ---------------------------- | --------- | --------- | --------- | ---------- | ----------------- | ------------------ | ------------------------------------ | ------------------ | ------- | ------- | ------- |
| Архиепархия Феррары          |           |           |           |            |                   |                    |                                      |                    |         |         |         |
| 1950                         | 221 122   | 222 057   | 99,6      | 223        | 152               | 71                 | 991                                  |                    | 91      | 720     | 100     |
| 1970                         | ?         | 252 249   | ?         | 222        | 152               | 70                 | ?                                    |                    | 94      | 506     | 123     |
| 1980                         | 276 862   | 278 940   | 99,3      | 221        | 151               | 70                 | 1252                                 |                    | 87      | 431     | 125     |
| Епархия Комаккьо             |           |           |           |            |                   |                    |                                      |                    |         |         |         |
| 1950                         | 80 500    | 80 500    | 100,0     | 44         | 32                | 12                 | 1829                                 |                    | 14      | 76      | 27      |
| 1969                         | 70 433    | 70 433    | 100,0     | 67         | 57                | 10                 | 1051                                 |                    | 10      | 130     | 40      |
| 1980                         | 65 000    | 67 900    | 95,7      | 53         | 44                | 9                  | 1226                                 |                    | 9       | 99      | 44      |
| Архиепархия Феррара-Комаккьо |           |           |           |            |                   |                    |                                      |                    |         |         |         |
| 1990                         | 324 050   | 328 000   | 98,8      | 236        | 178               | 58                 | 1373                                 |                    | 65      | 405     | 169     |
| 1999                         | 276 000   | 280 000   | 98,6      | 184        | 144               | 40                 | 1500                                 | 4                  | 47      | 238     | 169     |
| 2000                         | 276 000   | 280 000   | 98,6      | 181        | 141               | 40                 | 1524                                 | 8                  | 48      | 236     | 169     |
| 2001                         | 277 500   | 281 485   | 98,6      | 189        | 148               | 41                 | 1468                                 | 9                  | 48      | 297     | 169     |
| 2002                         | 276 000   | 280 318   | 98,5      | 184        | 146               | 38                 | 1500                                 | 8                  | 43      | 282     | 169     |
| 2003                         | 271 000   | 275 000   | 98,5      | 185        | 138               | 47                 | 1464                                 | 9                  | 53      | 263     | 169     |
| 2004                         | 269 817   | 273 800   | 98,5      | 185        | 136               | 49                 | 1458                                 | 12                 | 64      | 258     | 169     |
| 2006                         | 274 400   | 279 000   | 98,4      | 176        | 140               | 36                 | 1559                                 | 12                 | 43      | 226     | 171     |
| 2013                         | 273 900   | 276 000   | 99,2      | 172        | 144               | 28                 | 1592                                 | 17                 | 38      | 172     | 169     |